# Hütten (Eifel)
Hütten ist eine Ortsgemeinde in der Eifel im Eifelkreis Bitburg-Prüm in Rheinland-Pfalz. Sie gehört der Verbandsgemeinde Südeifel an.

## Geographie
Die Gemeinde liegt im Naturpark Südeifel. Zu Hütten gehören auch die Wohnplätze Kreutzdorf und Sauerwies sowie der Weiler Neuhütten.
Nachbarorte von Hütten sind die Ortsgemeinde Leimbach im Norden, die Stadt Neuerburg im Osten sowie die Ortsgemeinden Muxerath im Süden, Koxhausen und Herbstmühle im Südwesten sowie Karlshausen im Nordwesten.

## Geschichte
Bis ins 18. Jahrhundert gehörte Hütten zur Meierei Rodershausen und später zu Leimbach. Bis zur französischen Annexion 1795 gehörte der Ort zu der Herrschaft Neuerburg im Herzogtum Luxemburg. Durch die Inbesitznahme des Linken Rheinufers wurde Hütten Teil der Französischen Republik (bis 1804) und anschließend des Französischen Kaiserreichs. Verwaltungsmäßig wurde der Ort der Mairie Koxhausen im Kanton Neuerburg des Arrondissements Bitburg im Wälderdepartement zugeordnet. Nach der Niederlage Napoleons kam Hütten aufgrund der 1815 auf dem Wiener Kongress getroffenen Vereinbarungen zum Königreich Preußen und gehörte nun zur Bürgermeisterei Koxhausen im Landkreis Bitburg des Regierungsbezirks Trier, der 1822 Teil der neu gebildeten preußischen Rheinprovinz wurde. Anfang der 1860er Jahre ging die Bürgermeisterei Koxhausen in der Bürgermeisterei Neuerburg-Land auf.
Nach dem Ersten Weltkrieg zeitweise französisch besetzt und nach dem Zweiten Weltkrieg der französischen Besatzungszone zugeordnet, ist der Ort seit 1946 Teil des damals neu gebildeten Landes Rheinland-Pfalz.
Bevölkerungsentwicklung
Die Entwicklung der Einwohnerzahl der Gemeinde Hütten, die Werte von 1871 bis 1987 beruhen auf Volkszählungen:
| Jahr | Einwohner |
| ---- | --------- |
| 1815 | 35        |
| 1835 | 87        |
| 1871 | 98        |
| 1905 | 116       |
| 1939 | 111       |
| 1950 | 91        |
| 1961 | 79        |

| Jahr | Einwohner |
| ---- | --------- |
| 1970 | 99        |
| 1987 | 64        |
| 2005 | 50        |
| 2011 | 50        |
| 2017 | 50        |
| 2023 | 56        |

## Politik

### Gemeinderat
Der Gemeinderat in Hütten besteht aus sechs Ratsmitgliedern, die bei der Kommunalwahl am 9. Juni 2024 in einer Mehrheitswahl gewählt wurden, und dem ehrenamtlichen Ortsbürgermeister als Vorsitzendem.

### Bürgermeister
Norbert Tieltges wurde am 16. Juli 2024 Ortsbürgermeister von Hütten. Da für die Direktwahl am 9. Juni 2024 kein Wahlvorschlag eingereicht worden war, oblag die Neuwahl des Bürgermeisters gemäß rheinland-pfälzischer Gemeindeordnung dem Rat der Gemeinde, der sich auf seiner konstituierenden Sitzung für Norbert Tieltges entschied.
Der Vorgänger von Norbert Tieltges, Hermann Schoos, hatte das Amt 1989 übernommen und kandidierte 2024 nicht erneut als Ortsbürgermeister. Zuletzt bei der Direktwahl am 26. Mai 2019 war er mit einem Stimmenanteil von 83,33 % für weitere fünf Jahre in seinem Amt bestätigt worden.

## Sehenswürdigkeiten
- Windpark am Kahlenberg
- Bildstock von 1904

## Verkehr
Hütten wird von der Kreisstraße K 53 an das überregionale Straßennetz angeschlossen.